# Frédéric-Maurice de La Tour d’Auvergne

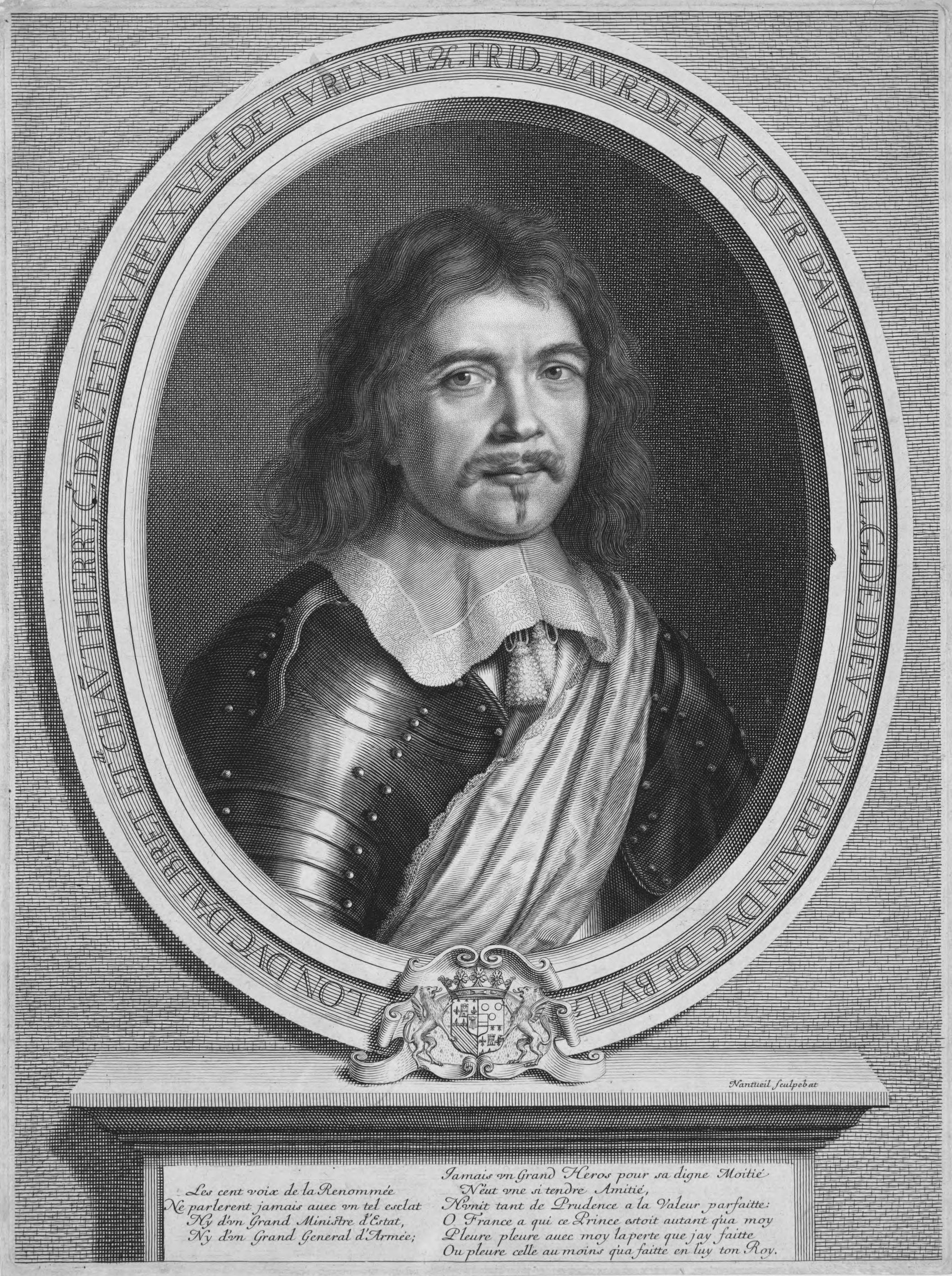
Porträt Frédéric-Maurice de La Tour d’Auvergnes von Robert Nanteuil.

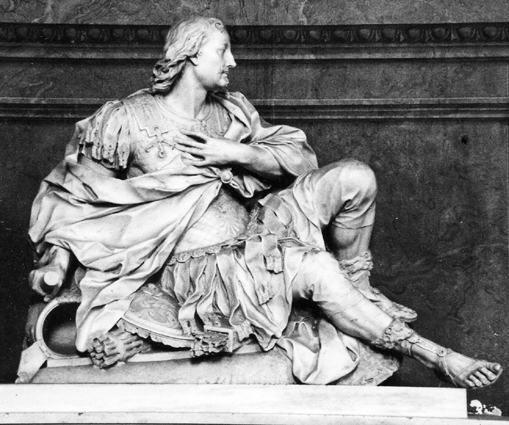
Frédéric-Maurice de La Tour d’Auvergne, duc de Bouillon. Skulptur von Pierre Le Gros.

Frédéric-Maurice de La Tour d’Auvergne (* 22. Oktober 1605 in Sedan; † 9. August 1652 in Pontoise) war Herzog von Bouillon, ein französischer Militär und einer der Führer der Fronde. Er entstammte dem Adelsgeschlecht La Tour d’Auvergne.

## Leben
Frédéric-Maurice war der Sohn Henri de La Tour d’Auvergnes aus dessen zweite Ehe mit Elisabeth von Oranien-Nassau, der Tochter Wilhelms des Schweigers. Sein jüngerer Bruder war der berühmte Marschall Turenne.
Im protestantischen Glauben erzogen kämpfte er in den Niederlanden unter dem Kommando seines Onkels, des Prinzen Moritz von Oranien, und trat 1635 in französische Dienste. Zunächst ein Gegner Richelieus (siehe z. B. Schlacht von La Marfée vom 6. Juli 1641) erhielt er nach der Aussöhnung 1642 das Kommando über die französischen Truppen in Italien. Kurz darauf wurde er im Zusammenhang mit der Cinq-Mars-Verschwörung verhaftet. Als Gegenleistung für seine Begnadigung musste er sein souveränes Fürstentum Sedan an Frankreich abtreten.
Später konvertierte er unter dem Einfluss seiner Gattin Éléonore de Bergh zum katholischen Glauben, ging nach Rom und übernahm den Befehl über die päpstlichen Truppen. 1649 kehrte er nach Frankreich zurück und nahm auf der Seite der Prinzen an der Fronde teil.
1651 tauschte Ludwig XIV. (1638–1715) die Grafschaft Évreux mit Frédéric-Maurice de La Tour d’Auvergne gegen Sedan.
Eine seiner Nachkommen war Maria Henriette de La Tour d’Auvergne (1708–1728), die Mutter des Kurfürsten Karl Theodor von der Pfalz.

## Ehe und Nachkommen
Frédéric Maurice de La Tour d’Auvergne und Éléonore de Bergh bekamen zehn Kinder:
- Elisabeth (* 11. Mai 1635 in Maastricht; † 23. Oktober 1680 in Paris); ⚭ 20. Mai 1656 Charles de Lorraine, 3. Duc d’Elbeuf, 8. Duc de Guise, Pair de France († 4. Mai 1692) (Haus Guise)
- Godefroi Maurice (* 21. Juni 1636; † 26. Juli 1721), 1662 2. Duc d’Albret et de Château-Thierry, Comte d’Auvergne, d’Évreux, du Bas-Armagnac et de Beaumont-le-Roger etc., 1665 Pair de France, 1678 Herzog von Bouillon unter französischer Oberhoheit; ⚭ 20. April 1662 Maria Anna Mancini (* 1649; † 20. Juni 1714), Tochter von Michele Lorenzo Mancini (Mazarin-Mancini)
- Louise Charlotte (* 21. Januar 1638; † 16. Mai 1683)
- Amélie (* 1640; † 1696) Nonne in Paris
- Frédéric Maurice (* 15. Januar 1642; † 23. November 1707), Comte d‘Auvergne et d’Oliergues, Marquis de Lanquais; ⚭ (1) Mai 1662 Henriette Franziska Prinzessin von Hohenzollern-Hechingen, 1672 Marquise von Bergen-op-Zoom (* 1642; † 17. Oktober 1698), Tochter von Fürst Eitel Friedrich (Haus Hohenzollern); ⚭ (2) 2. April 1699 Elisabeth von Wassenaer-Starrenburg († 16. September 1704 in Paris, Tochter von Peter von Wassenaer und Anna von Aerssen
- Emmanuel Théodose (* 24. August 1643; † 7. März 1715 in Rom), 1664 Kanoniker an Sankt-Lambert zu Lüttich, 1669 Kardinal, Abt von Saint-Amand bei Valenciennes, Saint-Martin zu Pontoise, Saint-Vaast zu Saint-Omer, Tournus bei Cluny, Mont-Saint-Eloy, Saint-Ouen zu Rouen, Großalmosenier von Frankreich
- Hippolyte (* 11. Februar 1645; † 1705), Nonne in Paris
- Constantin Ignace (* 10. März 1646; † 3. Oktober 1770 im Duell), Malteserordensritter, General der Galeeren des Ordens
- Henri Ignace (* 2. Februar 1650; † 20. Februar 1675 in Colmar im Duell), Malteserordensritter
- Mauricette Fébronie (* 12. April 1652; † 20. Juni 1706); ⚭ 24. April 1668 Maximilian Philipp Hieronymus, Herzog von Bayern, 1650 Landgraf von Leuchtenberg († 20. März 1705) (Haus Wittelsbach)